# Thudaca
Thudaca é um gênero de traça pertencente à família Agonoxenidae.